# اپ موبایل
اَپلیکیشن موبایل یا به اختصار اَپ موبایل (به انگلیسی: Mobile app, Mobile application) یک برنامه رایانه ای یا نرم‌افزار کاربردی ا ست که طراحی شده تا روی تلفن هوشمند، تبلت و، ساعت هوشمند و دیگر دستگاه‌های همراه اجرا شود. اپ‌ها در ابتدا برای اهداف کمک به بهره‌وری مثلاً دستیار ایمیل، تقویم و پایگاه داده مخاطبان بودند، اما با خواست عموم به سرعت به وارد عرصه‌های مختلف مثل ردیابی با جی پی اس، اتوماسیون کارخانه، بازی موبایل، خرید اینترنتی شدند. اپ‌ها را می‌توان با اینترنت از پلتفرم‌های توزیع اپلیکیشن که توسط سازنده سیستم عامل موبایل ساخته شده مثلاً گوگل پلی یا اپ استور دانلود کرد.

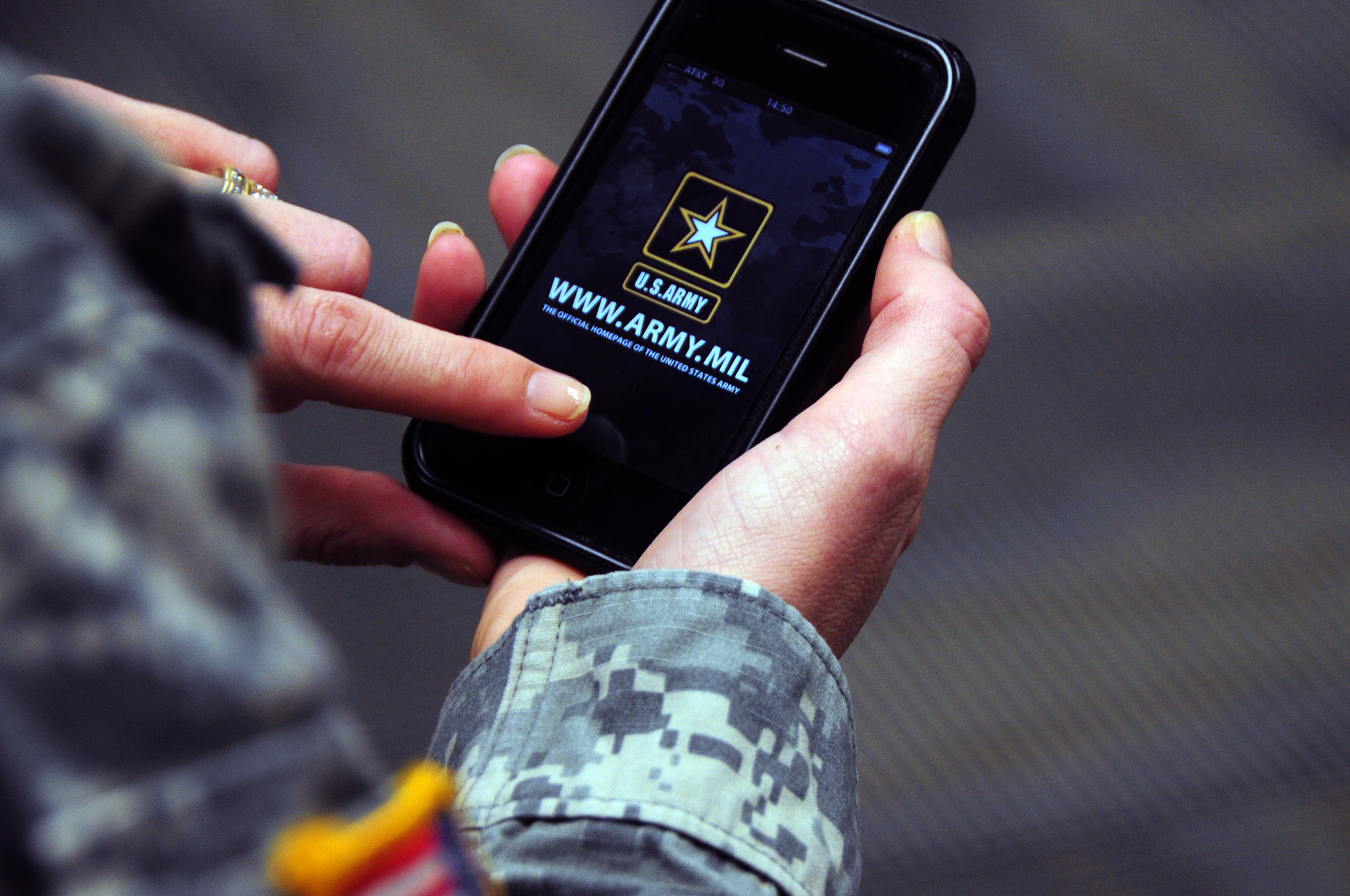
اپ رسمی ارتش ایالات متحده

بعضی اپ‌ها مجانی اند و بقیه پولی، سود حاصل بین سازندهٔ اپ و فروشگاه اپ تقسیم می‌شود. اپ موبایل اغلب در تضاد با اپلیکیشن دسکتاپ است که برای کار کردن روی کامپیوتر رومیزی یا دسکتاپ طراحی شده است.

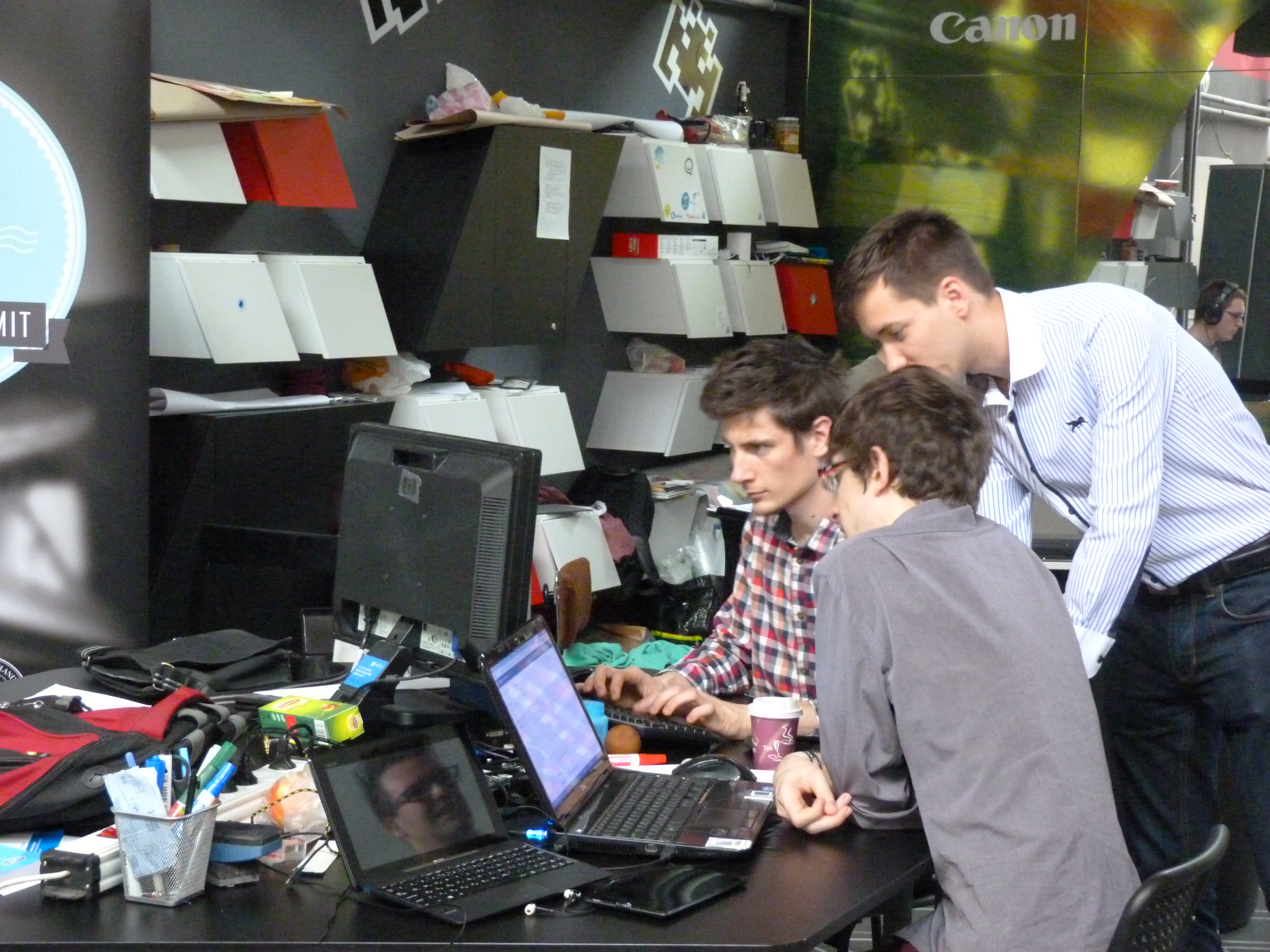
سازندگان در حال کار

واژهٔ اپ در سال ۲۰۱۰ به عنوان لغت سال توسط ADS معرفی شد.

## بررسی کلی

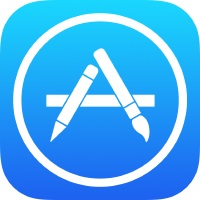
آیکن برنامه اپ استور اپل

بیشتر موبایلها هنگام خرید تعداد زیادی نرم‌افزار از پیش نصب شده مجموعه اپ موبایل یا باندل bundle دارند، مثلاً تقویم، ایمیل، اینترنت ، برنامه نقشه، برنامه خرید آهنگ، فیلم یا خرید بقیه برنامه‌ها.
اپ‌ها معمولاً از طریق پلتفرم‌های توزیعی که از سال ۲۰۰۸ رایج شدند و کاربران زیادی را جذب کرده‌اند مانند اپ استور، گوگل پلی، فروشگاه ویندوز فون و اپ ورلد بلک‌بری کار می‌کنند.
اپ‌ها را می‌توان به صورت دستی با استفاده از فایل APK روی اندروید نصب کرد.

## توزیع
- فهرست پلتفرم‌ها برای توزیع اپ موبایل[۱۱][۱۲]
- مارکتهای اندروید و آی او اس ایرانی شامل مایکت ، کافه بازار و سیب ایرانی و غیره هستند.[۱۳]

## ساختن
در ساخت اپ موبایل از محیط توسعه یکپارچه استفاده می‌شود. و نیاز به دانش زبان برنامه‌نویسی مانند: جاوا یا کاتلین(اندروید)، سوئیفت(آی او اس) دارد. زبان‌های برنامه‌نویسی دیگری هم هستند که می‌توان از آنهاهم برای ساخت اپلیکیشن استفاده کرد ولی جاوا، کاتلین و سوئیفت اصلی‌ترین زبان برای ساخت اپلیکیشن است. همچنین ساخت اپلیکیشن با کمک اپ سازها نیز بدون دانش برنامه‌نویسی امکان‌پذیر است.